# Кісєль Юрій Григорович
Юрій Григорович Кісєль (нар. 28 лютого 1963, Кривий Ріг, Дніпропетровська область) — український підприємець, політик. Народний депутат України 9-го скликання.

## Життєпис
З 1980 по 1985 рік навчався у Криворізькому гірничорудному інституті (спеціальність «Промислове та цивільне будівництво»).
Працював начальником виробничих цехів виробничого об'єднання «Кривбасбудіндустрія».
Юрій Григорович Кісєль обіймав посаду директора ТОВ «РАСТРО». Він також був співвласником будівельної компанії ТОВ «БІАНТ»- БУДІВЕЛЬНА КОМПАНІЯ".
Кандидат у народні депутати від партії «Слуга народу» на парламентських виборах 2019 року, № 43 у списку. На час виборів: директор ТОВ «РАСТРО», безпартійний. Проживає в місті Кривий Ріг Дніпропетровської області.
За результатами позачергових виборів народних депутатів України 21 липня 2019 року, обрано народним депутатом України IX скликання.
29 серпня 2019 року склав присягу на урочистому засіданні Верховної Ради України.
Заступник голови депутатської фракції партії «Слуга народу». Голова Комітету Верховної Ради з питань транспорту та інфраструктури [Архівовано 6 жовтня 2019 у Wayback Machine.].
Заступник керівника групи ВРУ з міжпарламентських зв'язків з Таїландом.
Входить до складу групи ВРУ зі зв'язків з Вірменією, Австрією, КНР, Катаром, Кубою, Казахстаном, Японією.
Голова Дніпропетровської обласної організації партії «Слуга народу».
Входить до складу членів Національної ради реформ, який затверджено відповідно до Указу Президента України В. А. Зеленського від 23.06.2020 року № 245/2020 «Про склад Національної ради реформ».
22 липня 2025 року голосував за закон України 12414 який був ухвалений з порушенням Регламенту Верховної Ради України та підпорядкував НАБУ та САП Генеральному прокурору і викликав масові протести. 